# Kader Attia

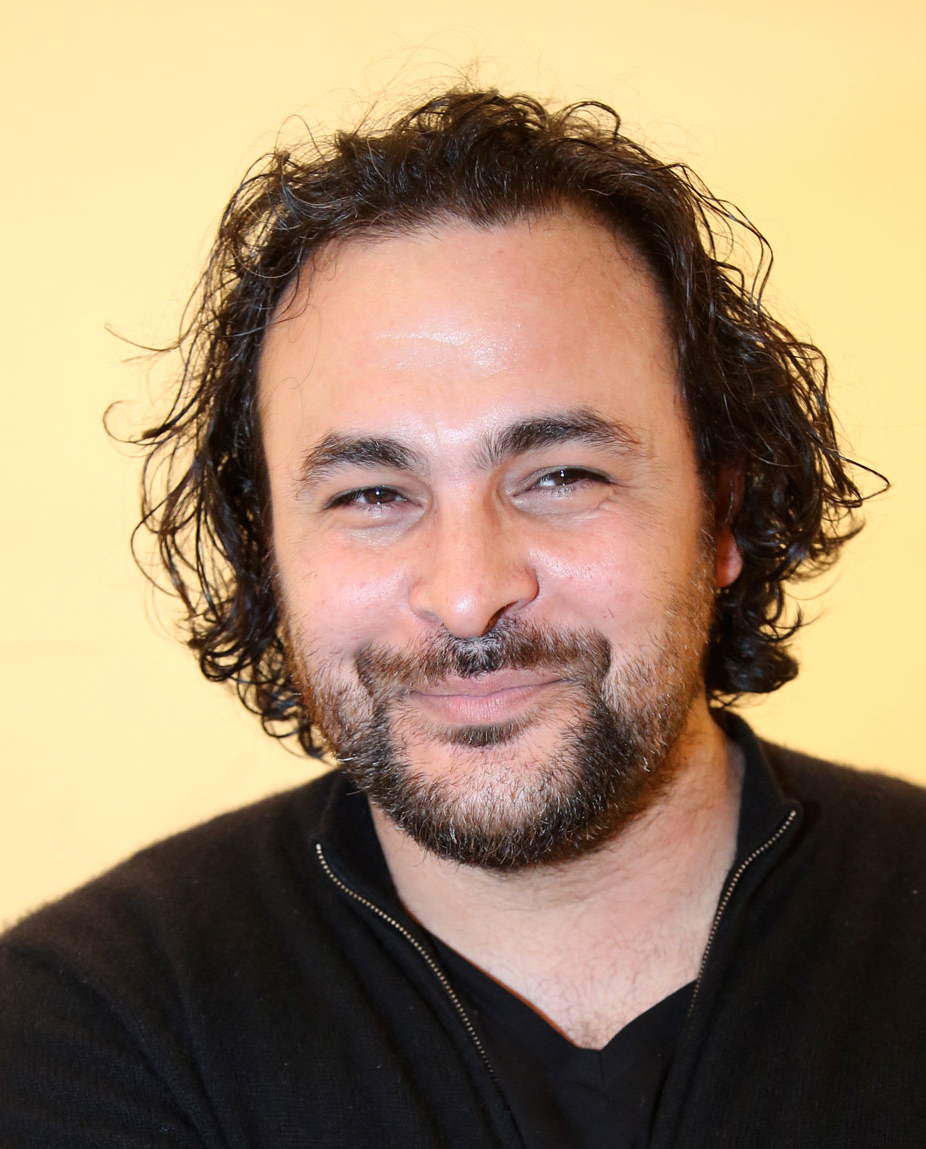
Kader Attia (2015)

Kader Attia (* 30. Dezember 1970 in Dugny, Département Seine-Saint-Denis) ist ein französischer Installationskünstler und Fotograf.

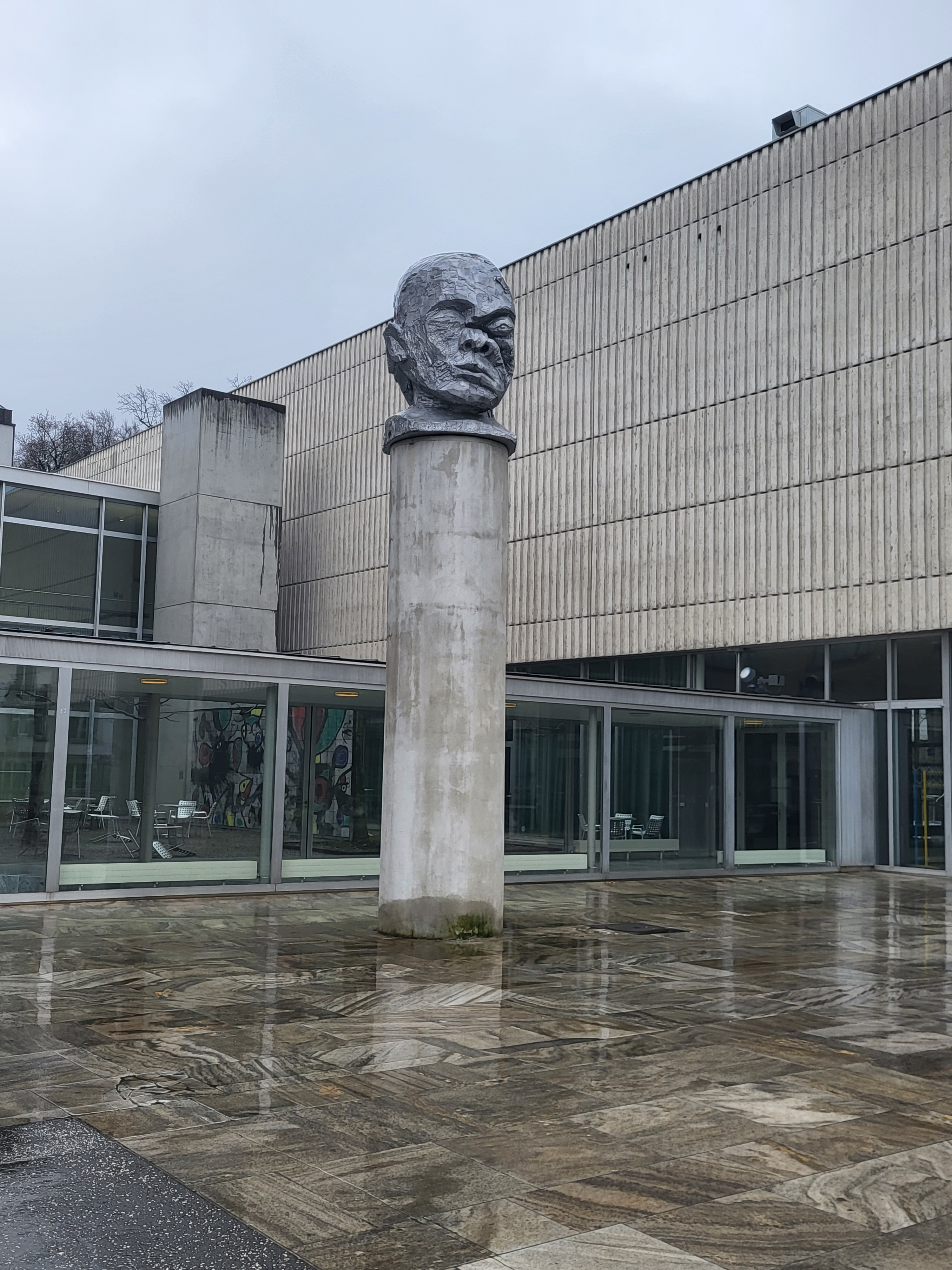
Kader Attia: Januskopf (Kunsthaus Zürich, von außerhalb des Museums gesehen, 2023)

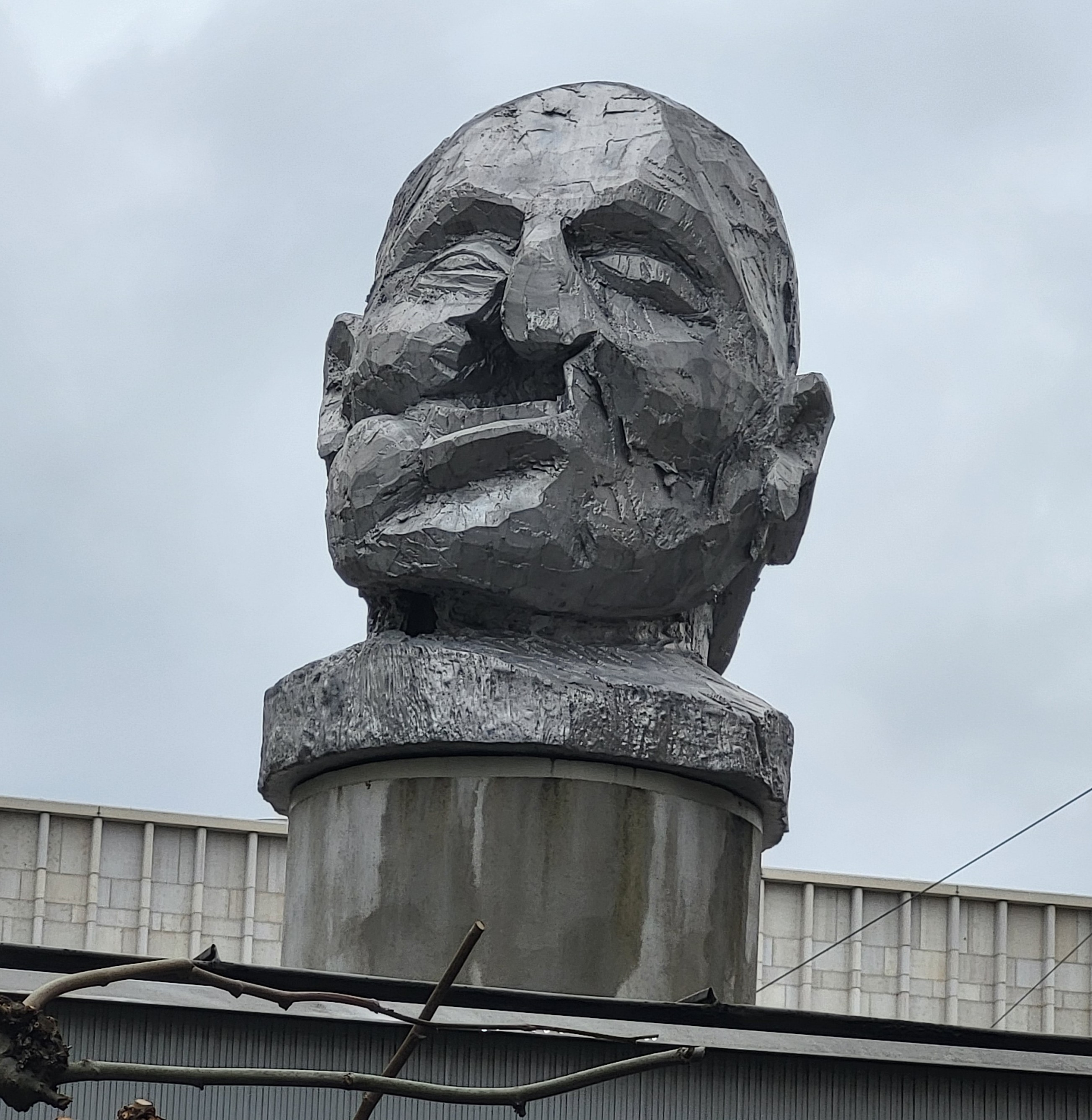
Kader Attia: Januskopf (Kunsthaus Zürich, vom Miró-Garten des Museums gesehen, 2023)

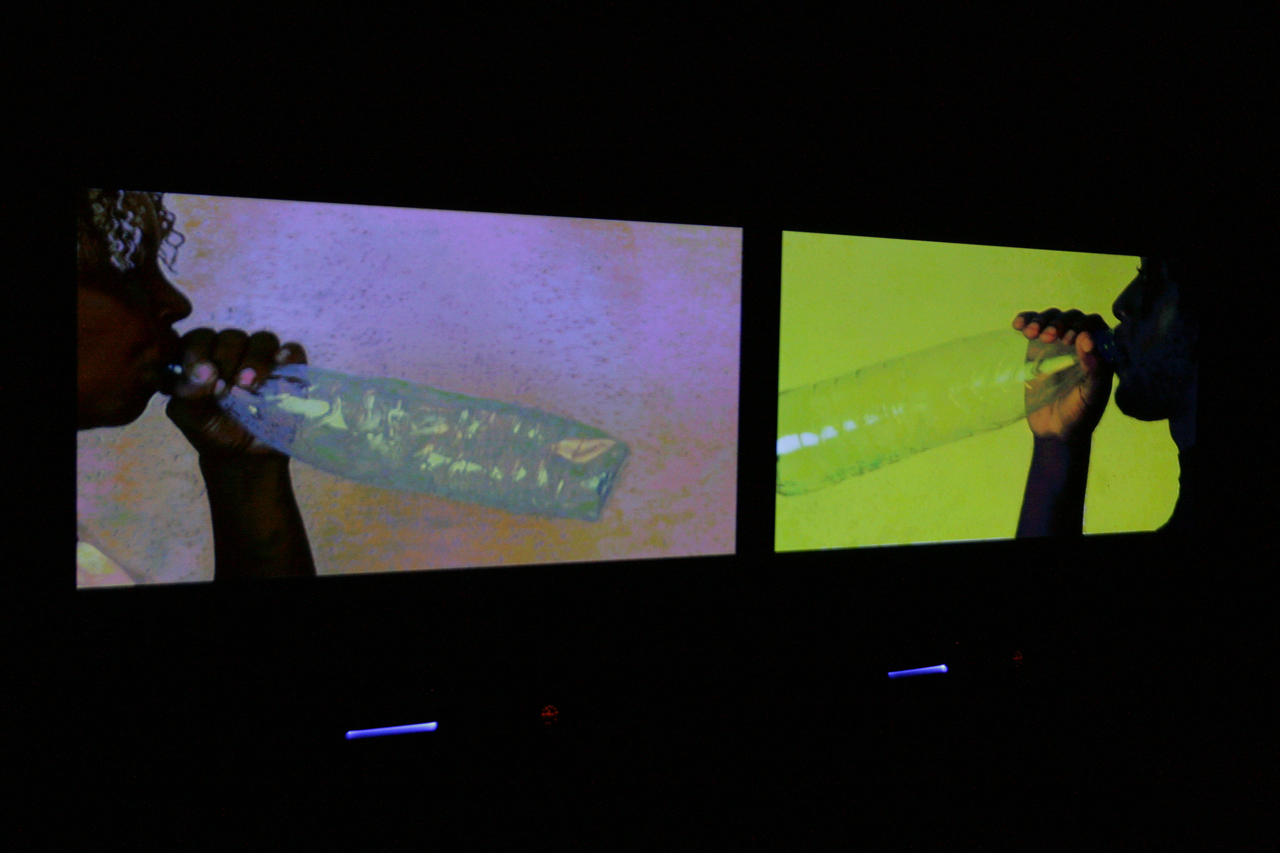
Video-Installation Inspiration, Conversations, SUD Salon Urbain de Douala (2010)

## Leben und Wirken
Kader Attia wurde als Kind algerischer Eltern nördlich von Paris geboren. Er wuchs in Frankreich und Algerien auf. In den Jahren 1991 bis 1993 erhielt er seine erste künstlerische Ausbildung an der École Duperré in Paris, bevor er zu weiteren Studien bis 1994 an die Escola Massana nach Barcelona ging. Von 1996 bis 1998 studierte er wieder in Paris an der École nationale supérieure des arts décoratifs de Paris. In dieser Zeit hatte er seine ersten Einzelausstellungen in Brazzaville in der Republik Kongo und in Paris.
Kader Attia beschäftigt sich künstlerisch mit der Erfahrung von Entbehrung und Unterdrückung, Gewalt und Verlust bei der Entwicklung von Nationen und Individuen. In seinen begleitenden soziokulturellen Forschungen führte er den Begriff und das Konzept der „Reparatur“ („Repair“) ein, das eng mit den Kategorien von Verlust und Wunden, aber auch mit Kategorien wie Wiedererlangung und Wiederaneignung verbunden ist. „Reparatur“ zielt auf die durch den Kolonialismus verursachten physischen und kulturellen Zerstörungen. Das Konzept „Repair“ greift weit über das Subjekt hinaus. Es verknüpft das Subjekt mit Philosophie und Wissenschaft. Es bezieht das Subjekt in evolutionäre Prozesse wie Natur und Kultur sowie Mythos und Geschichte ein. Kader Attia präsentierte dieses „ästhetisch beeindruckende und ethisch anspruchsvolle Konzept“ erstmals 2012 auf der documenta 13.
Getrieben von der Dringlichkeit sozialer und kultureller „Repairs“ und Wiedergutmachungen, zielt Kader Attias Kunst darauf ab, Zerbrochenes wieder zu vereinen. Gruppen- wie Einzelausstellungen stehen dann unter Titeln wie „The Museum of Emotion“ (The Hayward Gallery, London),  „Narben erinnern uns daran, dass unsere Vergangenheit real ist“ (Fundacio Joan Miro, Barcelona), „Auch im Beton wachsen Wurzeln“ (MacVal in Vitry-sur-Seine), „Opfer und Harmonie“ (Museum für Moderne Kunst, Frankfurt/Main),  „Die Verletzungen sind hier“ (Musée Cantonal des Beaux Arts de Lausanne) oder „Contre Nature“ (Beirut Art Center).
Kader Attia lebt und arbeitet in Berlin und Algier. Er war Kurator der 12. Berlin Biennale für zeitgenössische Kunst 2022.
2016 wurde Kader Attia mit dem Marcel-Duchamp-Preis ausgezeichnet. 2017 folgte der Preis der Miró Foundation in Barcelona und der Yanghyun Art Prize in Seoul.

## Preise und Auszeichnungen
- 2014: Kunstpreis Berlin in der Sparte Bildende Kunst
- 2016: 2. Kunstpreis Ruth Baumgarte[4]
- 2016: Prix Marcel Duchamp für den Film Refléchir la mémoire
- 2017: Joan-Miró-Preis

## Ausstellungen

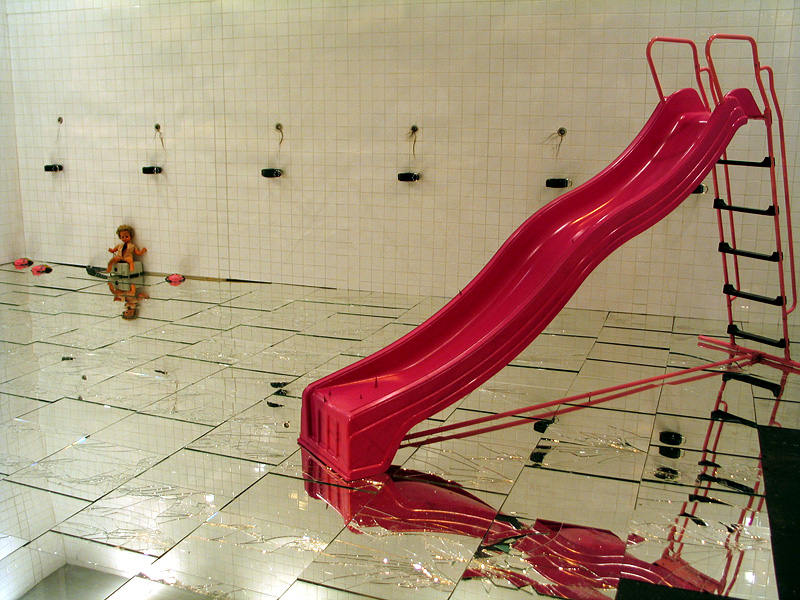
Childhood #1 (2005)

- 2000: La Piste de l’Atterrissage. Diashow, L’Atelier, Centre National de la Photographie, Paris
- 2001: L’État des choses, part. 1. Kunst-Werke Berlin, Berlin; Kuratorin: Catherine David
- 2002: Alter Ego. Kamel Mennour Gallery, Paris.
- 2003: Correspondence, Art Basel 34, Basel.
- 2003: Fault Lines. 50. Biennale di Venezia, Venedig; Kuratorin: Gilane Tawadros
- 2004: Hallal. Kamel Mennour Gallery, Paris
- 2005: Biennale d’art contemporain de Lyon, Lyon
- 2006: Kader Atta. Musée d’art contemporain de Lyon, Lyon
- 2007: Do what you want, but don’t tell anybody, Galerie Christian Nagel, Berlin. Momentum 9, ICA, Boston
- 2008: Signs of Reappropriation. The Savannah College of Art and Design, Atlanta, Georgia, USA; danach 2009 in Savannah, Georgia, USA.  The Otherì, Kairo-Biennale.
- 2009: Kasbah. Centre de Création Contemporaine de Tours (CCC), Tours, Frankreich. Signs of Reappropriation, Savannah College of Art and Design (SCAD), Savannah.
- 2010: Holy Land. Galleria continua, San Gimignano, Toskana, Italien. The Beauty of Distance: Songs of Survival in a Precarious Age, Sydney-Biennale. Dreamlands, Centre Georges Pompidou
- 2011: The Future of a Promise. Biennale di Venezia. Contested Terrains, Tate Modern, London
- 2012: dOCUMENTA (13). Kassel. Collages. Galerie Christian Nagel, Berlin. Construire, Déconstruire, Reconstruire: Le Corps Utopique, Musée d’Art Moderne de la Ville de Paris. Essential. Galleria continua, San Gimignano, Italien
- 2013: Les Terrasses, Marseille
- 2013: Reparatur. 5 Akte, Installation. Kunst-Werke Berlin, Berlin.[5]
- 2014: Die Göttliche Komödie. Himmel, Hölle, Fegefeuer aus der Sicht afrikanischer Künstler. Museum für Moderne Kunst, Frankfurt am Main
- 2014: Installation: Continuum of Repair: The Light of Jacob’s Ladder, Whitechapel Art Gallery, London, England; danach BOZAR, Brüssel, Belgien
- 2015: Kader Attia: Les Blessures sont là, Musée cantonal des beaux-arts de Lausanne, Schweiz.
- 2016: Kader Attia. Sacrifice and Harmony, Museum für Moderne Kunst, Frankfurt am Main. Katalog.[6][7] Die gleiche Installation stand 2016 auf der Dak’Art, der Kunstbiennale von Dakar 2016.[8]
- 2017: Repairing the Invisible. Stedelijk Museum voor Actuele Kunst, Gent, Belgien.[9]
- 2017: Kader Attia. Architektur der Erinnerung., Ludwigmuseum, Koblenz
- 2018: Manifesta 12 Palermo: The Body’s Legacies. The Post-Colonial Body, 2018; Untitled, 2018 Video; Skulptur[10]
- 2021: Active Threads, KAI 10 | ARTHENA FOUNDATION, Düsseldorf
- 2024: J'accuse, Berlinische Galerie, Museum für Moderne Kunst, Berlin

## Schriften (Auswahl)
- (als Mitherausgeber): Between Walls and Windows, Hatje Cantz, Ostfildern, 2012, ISBN 978-3-7757-3474-5.